# 阿尔切夫斯克区
阿尔切夫斯克区（烏克蘭語：Алчевський район）是乌克兰盧甘斯克州一个计划成立的区，在2020年7月乌克兰行政区划改革中正式成立。该区的行政中心为阿尔切夫斯克，面积为2,006平方公里，人口数量为437,513人（2021年估计）。
然而该区的领土被卢甘斯克人民共和国实际控制，2020年之前原有的行政区划继续使用。

## 行政區劃
阿爾切夫斯克區下分為3個市鎮：
- 阿爾切夫斯克市鎮（烏克蘭語：Алчевська міська громада）
- 濟莫希里亞市鎮（烏克蘭語：Зимогір'ївська міська громада）
- 卡迪伊夫卡市鎮（烏克蘭語：Кадіївська міська громада）